# Campeonato Turco de Voleibol Feminino
O Campeonato Turco de Voleibol Feminino é a principal competição de clubes de voleibol feminino da Turquia. É também já conhecido como Sultanlar Ligi, sendo atualmente chamado de Misli.com Sultanlar Ligi, por razões comerciais. Trata-se de uma das principais ligas nacionais da Europa e do mundo.
O torneio é organizado pela Federação Turca de Voleibol e classifica seu campeão à Liga dos Campeões da Europa.

## Equipes participantes - Edição atual
| Equipe                  | Cidade   | Última participação | Temporada 2021/2022 |
| ----------------------- | -------- | ------------------- | ------------------- |
| VakıfBank               | Istambul | 2021-22             | 1º(Fase Regular)    |
| Eczacıbaşı Dynavit      | Istambul | 2021-22             | 2º(Fase Regular)    |
| Fenerbahçe Opet         | Istambul | 2021-22             | 3º(Fase Regular)    |
| Türk Hava Yolları       | Istambul | 2021-22             | 4º(Fase Regular)    |
| Galatasaray HDI Sigorta | Istambul | 2021-22             | 5º(Fase Regular)    |
| PTT                     | Ankara   | 2021-22             | 6º(Fase Regular)    |
| Aydın Bld.              | Aydin    | 2021-22             | 7º(Fase Regular)    |
| Kuzeyboru               | Aksaray  | 2021-22             | 8º(Fase Regular)    |
| SigortaShop             | Ankara   | 2021-22             | 9º(Fase Regular)    |
| Bolu Bld.               | Bolu     | 2021-22             | 10º(Fase Regular)   |
| Sarıyer Bld.            | Istambul | 2021-22             | 11º(Fase Regular)   |
| Nilüfer Bld.            | Bursa    | 2021-22             | 12º(Fase Regular)   |
| İlbank                  | Ankara   | 2020-21             | A1 2021-22          |
| Çukurova Bld.           | Adana    | Estreante           | A1 2021-22          |

## Resultados
*Nota: A edição de 1992/1993 foi vencida pelo Güneş Sigorta SK porém, devido a fusão deste clube com o Vakifbank SK, o título desta temporada é contabilizado ao Vakifbank SK.

### Títulos por equipe
| Equipe                          | Títulos |
| ------------------------------- | ------- |
| Eczacıbaşı SK                   | 16      |
| Vakıfbank SK / Güneş Sigorta SK | 13      |
| Fenerbahçe SK                   | 7       |
| Emlak Bankası SK                | 3       |

Atualizado em maio de 2023..